# Territ de Baird
El territ de Baird (Calidris bairdii) és una espècie d'ocell de la família dels escolopàcids (Scolopacidae) que habita en estiu les costes i la tundra alpina del nord-est de Sibèria, oest i nord d'Alaska, nord del Canadà continental i les illes Banks, Melville, Ellef Ringnes, Southampton, Baffin i nord-oest de Groenlàndia. Passa l'hivern a la zona meridional de Sud-amèrica.